# Benjamin Balleret
Benjamin Balleret (* 15. Januar 1983 in Monaco) ist ein ehemaliger  monegassischer Tennisspieler.

## Karriere
Benjamin Balleret war vor allem auf der Future und Challenger Tour aktiv. Im Einzel gewann er 10, im Doppel 22 Future-Titel. Im Jahr 2006 stand er dank einer Wildcard erstmals im Hauptfeld bei einem Turnier der ATP Tour: beim Monte Carlo Masters gewann er die ersten beiden Partien gegen Christophe Rochus und den Top-20-Spieler Sébastien Grosjean, ehe er im Achtelfinale in zwei Sätzen Roger Federer unterlag. Auch 2007, 2012, 2013 und 2014 stand er jeweils im Hauptfeld. 2013 und 2014 erhielt er zudem eine Wildcard für die Doppelkonkurrenz. Mit dem Einzug ins Viertelfinale im Jahr 2014 erzielte Benjamin Balleret sein bestes Resultat im Doppel.
Balleret spielte von 2004 bis 2019 für die monegassische Davis-Cup-Mannschaft, für die er 44 Begegnungen bestritt. Mit einer Bilanz im Einzel von 32:22 und im Doppel mit 15:7 ist er der erfolgreichste Nationalspieler seines Landes.
Bei den Spielen der kleinen Staaten von Europa gewann Benjamin Balleret mehrere Medaillen. 2007, 2009 und 2011 gewann er jeweils Silber im Einzel. Außerdem gewann er 2011 und 2013 jeweils die Bronzemedaille im Mixed.
2016 spielte er letztmals Profiturniere.